# إحقاق الحق (الأسكوئي)
إحقاق الحق هو أشهر كتب موسى الإحقاقي، وبه اشتهر فلقِّب هو وذريَّته بالإحقاقي، وقد ذكر آغا بزرگ الطهراني هذا الكتاب في موسوعته الذريعة إلى تصانيف الشيعة واصفاً إيَّاه بأنَّه «في  جملة من المباحث الكلامية من المعاد والمعراج ومباحث علم الإمام عليه السلام وأوصافه». وقد كتب هذا الكتاب في الدفاع عن أحمد بن زين الدين الأحسائي، وهو الذي تنتمي إليه المدرسة الشيخيَّة، والإحقاقي هو مرجعٌ لفئة منهم، فجاء كتابه هذا دفاعاً عن عقيدته وعقيدة الفئة التي ينتمي إليها، وقد كتب في مقدمة الكتاب: «فعمدت إلى تصنيف كتاب جامع لشتات كلمات القوم وعبارات الشيخ المذكور في كل مسألة، ومبين للغفلات وبعض الاشتباهات في كل مرحلة، ومفسر وشارح لمقاصد الشيخ في بعض العبائر المجملة»، ووصفه محمد حسن الطالقاني في ترجمته للمؤلّف في دراسته حول الشيخية: «له آثار يمة، من أهمها إحقاق الحق، وهو كتاب ضخم، ردّ به على المولى رضا الهمداني، صاحب هدية النملة، الذي ثلب به الأحسائي والشيخية. يدلّ على علم وسعة معرفة وتضلع في الحكمة».

## مقالاته وفصوله
يقع الكتاب في إثنتي عشر مقالة وخاتمة، وكل مقالة تحتوي على فصول كالتالي:
| المقالة                                                       | عدد الفصول      |
| ------------------------------------------------------------- | --------------- |
| المقدمة                                                       | -               |
| الأولى: في المعاد.                                            | عشر فصول.       |
| الثانية: في المعراج.                                          | تسع فصول.       |
| الثالثة: في شق القمر.                                         | ثلاث فصول.      |
| الرابعة: في إبطال دعوى وحدة الناطق.                           | تسع فصول.       |
| الخامسة: في العلل الأربع للخلق.                               | سبع فصول.       |
| السادسة: في أن نبي العوالم هو محمد بن عبد الله بوجوده الشخصي. | خمس فصول.       |
| السابعة: في علم الله القديم والحادث.                          | خمس فصول.       |
| الثامنة: في كون الخلق عبيداً للمعصومين الأربعة عشر.            | أربع فصول.      |
| التاسعة: اسمي النبي السماوي والأرضي أحمد ومحمد.               | ثلاث فصول.      |
| العاشرة: في التفويض.                                          | سبع فصول.       |
| الحادية عشرة: في علم الإمام .                                 | ثلاثة عشر فصلاً. |
| الثانية عشرة: في تحقيق مسألة الإمكان.                         | أربع فصول.      |
| الخاتمة                                                       | -               |

## طبعاته
يقول الطالقاني: «طُبع في النجف عام 1343 - 1924، وأُعيد طبعه عام 1385 - 1965، وقدّم له ولد الشيخ علي، فترجم لأبيه، وذكر له هناك عدة آثار في مواضيع مختلفة».
| الطبعة  | سنة النشر         | جهة النشر                              | مكان النشر |
| ------- | ----------------- | -------------------------------------- | ---------- |
| الأولى  | 1343 هـ / 1924 م. | المطبعة العلوية                        | النجف.     |
| الثانية | 1385 هـ / 1965 م  | مطبعة النعمان                          | النجف.     |
| الثالثة | 1402 هـ / 1981 م  | مطابع صوت الخليج                       | الكويت.    |
| الرابعة | 1421 هـ / 2000 م  | جامع الإمام الصادق                     | الكويت.    |
| الخامسة | 1436 هـ / 2015 م  | مؤسسة الإحقاقي للتحقيق والطباعة والنشر | بيروت.     |